# Houston Person
Houston Person (Florence, 1934. november 10. –) amerikai tenorszaxofonos.

## Pályakép
Elsősorban hard bop és a szving zenét látszott, leginkább mint a soulmuzsikus vált ismertté. 1982-ben a jelentős Eubie Blake Jazz-díjat nyerte el.

## Lemezválogatás
- Trust in Me (1967)
- Blue Odyssey (1968)
- Goodness! (1969)
- The Truth (1970)
- The Big Horn (1976)
- Very Personal (1980)
- The Party (1989)
- Why Not! (1990)
- Person-ified (1996)
- My Romance (1998)
- The Opening Round (1997)
- Soft Lights (1998)
- All Soul (2005)
- Nice 'n' Easy (2013)
- Rain Or Shine (017)
- Remember Love (2018)

## Díjak
- Eubie Blake Jazz-díj[3]